# Erioptera tenuirama
Erioptera tenuirama là một loài ruồi trong họ Limoniidae. Chúng phân bố ở miền Cổ bắc.